# Cribrilaria paschalis
Cribrilaria paschalis is een mosdiertjessoort uit de familie van de Cribrilinidae. De wetenschappelijke naam van de soort is voor het eerst geldig gepubliceerd in 1973 door Moyano.